# Geevarghese Mor Coorilose
Geevarghese Mor Coorilose (ur. 14 listopada 1965 w Nalunnakkal) – duchowny Malankarskiego Syryjskiego Kościoła Ortodoksyjnego, będącego częścią Syryjskiego Kościoła Ortodoksyjnego, od 2006 biskup Niranam..